# International Formula Master 2007
International Formula Master 2007 var den första säsongen av formelbilsserien International Formula Master som kördes över 16 heat på åtta banor. Jérôme d'Ambrosio från Belgien blev mästare.

## Delsegrare
| Bana         | Vinnare             | Vinnare             |
| ------------ | ------------------- | ------------------- |
| Valencia     | Salvatore Gatto     | Kasper Andersen     |
| Pau          | Chris van der Drift | Pablo Sánchez       |
| Brno         | Jérôme d'Ambrosio   | Jérôme d'Ambrosio   |
| Porto        | Pablo Sánchez       | Norbert Siedler     |
| Anderstorp   | Kasper Andersen     | Norbert Siedler     |
| Oschersleben | Jérôme d'Ambrosio   | Chris van der Drift |
| Brands Hatch | Jérôme d'Ambrosio   | Arturo Llobell      |
| Monza        | Jérôme d'Ambrosio   | Marcello Puglisi    |

## Team och Förare
| Team              | Nummer | Förare                           |
| ----------------- | ------ | -------------------------------- |
| Jenzer Motorsport | 2      | Rahel Frey, Schweiz              |
| Jenzer Motorsport | 3      | Juho Annala, Finland             |
| Iris Project      | 4      | Oliver Campos Hull, Spanien      |
| Iris Project      | 5      | Nicolas Maulini, Schweiz         |
| JD Motorsport     | 6      | Claudio Cantelli Jr., Brasilien  |
| JD Motorsport     | 7      | Chris van der Drift, Nya Zeeland |
| JD Motorsport     | 8      | Kasper Andersen, Danmark         |
| Pro Motorsport    | 9      | Marcello Puglisi, Italien        |
| Pro Motorsport    | 10     | Mattia Pavoni, Italien           |
| Pro Motorsport    | 11     | Ignazio Belluardo, Italien       |
| Pro Motorsport    | 15     | Salvatore Gatto, Italien         |
| Alan Racing       | 12     | Pablo Sánchez López, Mexiko      |
| Alan Racing       | 14     | Giusteppe Teranova, Italien      |
| Alan Racing       | 43     | Daniil Move, Ryssland            |
| ISR Racing        | 16     | Maximilian Götz, Tyskland        |
| ISR Racing        | 33     | Nick de Bruijn, Nederländerna    |
| ISR Racing        | 36     | Erik Janiš, Tjeckien             |
| ISR Racing        | 44     | Filip Salaquarda, Tjeckien       |
| Euronova Racing   | 18     | Alberto Costa, Italien           |
| Euronova Racing   | 19     | Pierre Ragues, Frankrike         |
| Euronova Racing   | 20     | Vitalij Petrov, Ryssland         |
| Euronova Racing   | 23     | Sami Isohella, Finland           |
| Euronova Racing   | 40     | Luigi Ferrara, Italien           |
| Euronova Racing   | 42     | Marco Bonanomi, Italien          |
| Euronova Racing   | 45     | Michael Meadows, Storbritannien  |
| Team Söderman     | 23     | Sami Isohella, Finland           |
| AMD Motorsport    | 21     | Frankie Provenzano, Italien      |
| AMD Motorsport    | 22     | Michele Caliendo, Italien        |
| AMD Motorsport    | 34     | Dominik Schraml, Tyskland        |
| AMD Motorsport    | 41     | Norbert Siedler, Österrike       |
| Cram Competition  | 24     | Arturo Llobell, Spanien          |
| Cram Competition  | 25     | Jérôme d'Ambrosio, Belgien       |
| Cram Competition  | 26     | Rodolfo Avila, Macao             |
| Team JVA          | 27     | Tor Graves, Storbritannien       |
| Team JVA          | 28     | John Barnes, Storbritannien      |
| Ombra Racing      | 29     | Johnny Cecotto Jr., Venezuela    |
| Ombra Racing      | 30     | Dominick Muermans, Nederländerna |
| Scuderia Famá     | 31     | Luca Persiani, Italien           |
| Scuderia Famá     | 32     | Massimo Torre, Italien           |
| Bicar Racing      | 35     | Stefano Proetto, Italien         |

## Slutställning

### Förare
| Plats | Förare               | Poäng |
| ----- | -------------------- | ----- |
| 1     | Jérôme d'Ambrosio    | 100   |
| 2     | Chris van der Drift  | 65    |
| 3     | Pablo Sánchez López  | 50    |
| 4     | Salvatore Gatto      | 50    |
| 5     | Marcello Puglisi     | 47    |
| 6     | Norbert Siedler      | 40    |
| 7     | Kasper Andersen      | 33    |
| 8     | Johnny Cecotto Jr.   | 30    |
| 9     | Maximilian Götz      | 24    |
| 10    | Arturo Llobell       | 24    |
| 11    | Juho Annala          | 20    |
| 12    | Luca Persiani        | 20    |
| 13    | Oliver Campos Hull   | 19    |
| 14    | Pierre Ragues        | 16    |
| 15    | Marco Bonanomi       | 11    |
| 16    | Giusteppe Terranova  | 10    |
| 17    | Rahel Frey           | 9     |
| 18    | Daniil Move          | 8     |
| 19    | Rodolfo Avila        | 8     |
| 20    | Frankie Provenzano   | 7     |
| 21    | Nick de Bruijn       | 7     |
| 22    | Massimo Torre        | 7     |
| 23    | Alberto Costa        | 6     |
| 24    | Ignazio Belluardo    | 4     |
| 25    | Mattia Pavoni        | 2     |
| 26    | Sami Isohella        | 2     |
| 27    | Erik Janiš           | 2     |
| 28    | Dominick Muermans    | 1     |
| 29    | Claudio Cantelli Jr. | 1     |
| 30    | Tor Graves           | 1     |

### Team
| Plats | Team              | Poäng |
| ----- | ----------------- | ----- |
| 1     | Cram Competition  | 132   |
| 2     | JD Motorsport     | 100   |
| 3     | Alan Racing       | 99    |
| 4     | Pro Motorsport    | 67    |
| 5     | AMD Motorsport    | 50    |
| 6     | Euronova Racing   | 35    |
| 7     | Ombra Racing      | 32    |
| 8     | ISR Racing        | 30    |
| 9     | Jenzer Motorsport | 30    |
| 10    | Scuderia Famá     | 27    |
| 11    | Iris Project      | 19    |
| 12    | Team JVA          | 1     |
| -     | Team Söderman     | 0     |
| -     | Bicar Racing      | 0     |